# Vérines
Vérines – miejscowość i gmina we Francji, w regionie Nowa Akwitania, w departamencie Charente-Maritime.
Według danych na rok 1990 gminę zamieszkiwało 1166 osób, a gęstość zaludnienia wynosiła 87 osób/km² (wśród 1467 gmin regionu Poitou-Charentes Vérines plasuje się na 253. miejscu pod względem liczby ludności, natomiast pod względem powierzchni na miejscu 658.).